# 海德堡 (豪登省)

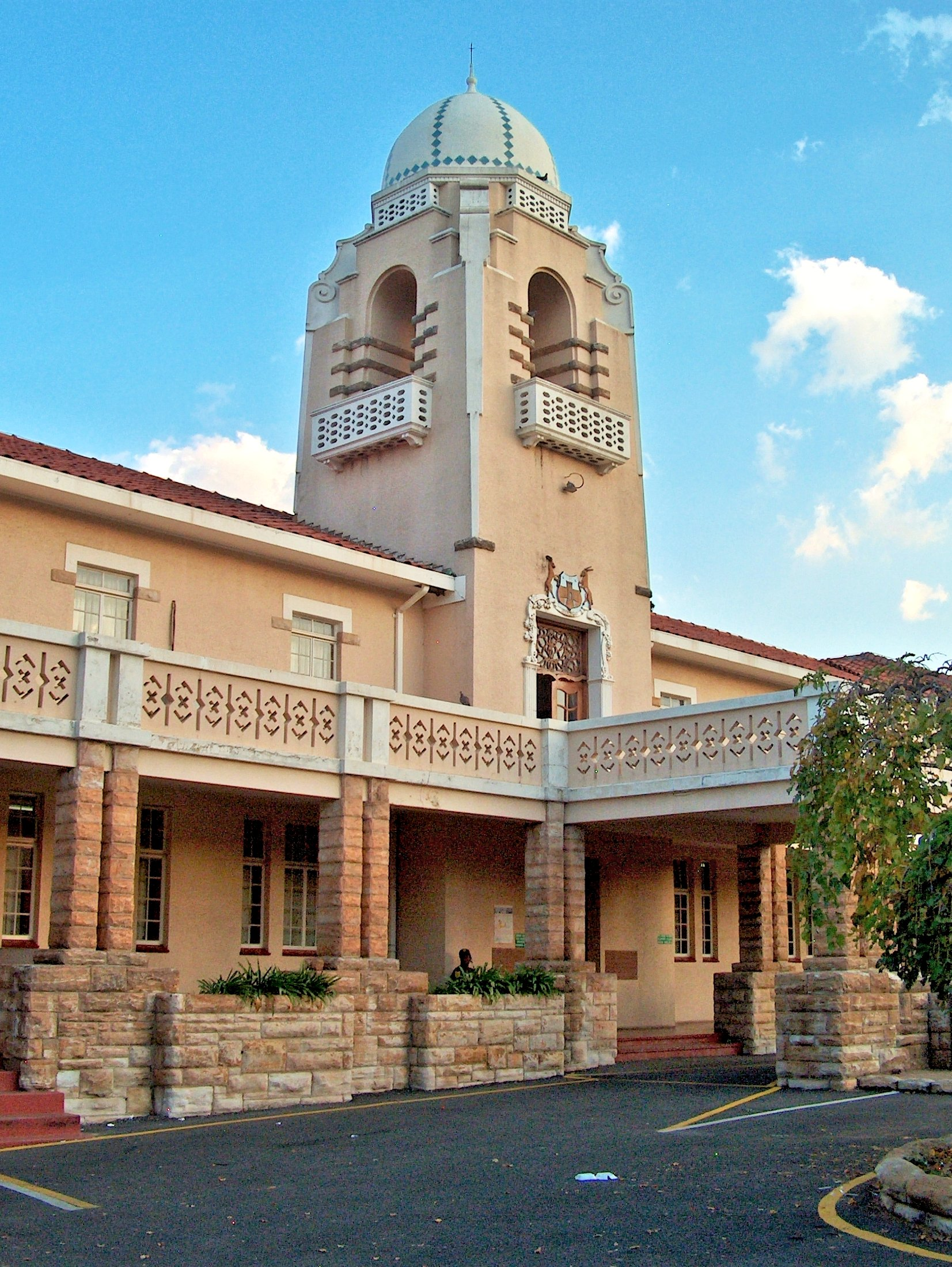
海德堡

海德堡是南非的城鎮，位於該國東北部，由豪登省負責管轄，距離約翰內斯堡約50公里，始建於1886年，面積30.16平方公里，2001年人口11,614，人口密度每平方公里390人。

## 外部連結
- Google Map （页面存档备份，存于）